# Staroannínskaia
Staroannínskaia (en rus: Староаннинская) és un poble (una stanitsa) de l'óblast de Volgograd, a Rússia, segons el cens del 2010 tenia 808 habitants.